# Gimnasio Ciudad de La Asunción
El Gimnasio Ciudad de La Asunción, es un pabellón o gimnasio cubierto multiusos, ubicado en la Isla de Margarita específicamente en la avenida Juan Bautista Arismendi, sector La Portada de la ciudad capital del estado insular venezolano de Nueva Esparta, La Asunción. Es la sede de Guaiqueríes de Margarita, uno de los 10 equipos de Baloncesto que están afiliados a la Liga Profesional de Baloncesto de Venezuela. Tiene una capacidad aproximada para albergar a 10 000 espectadores y puede ser usado para varios deportes de equipos colectivos. En el 2008 el gobierno del estado Nueva Esparta realizó trabajos de refracción que implicaron mejoras en el techo, impermeabilización, nuevas sillas, entre otras mejoras En 2014 se realizó allí el suramericano de baloncesto, para lo cual se realizaron remodelaciones varias entre ellas 4 nuevos camerinos, mejoras en la iluminación, ventilación y exteriores.